# Montagny-la-Ville

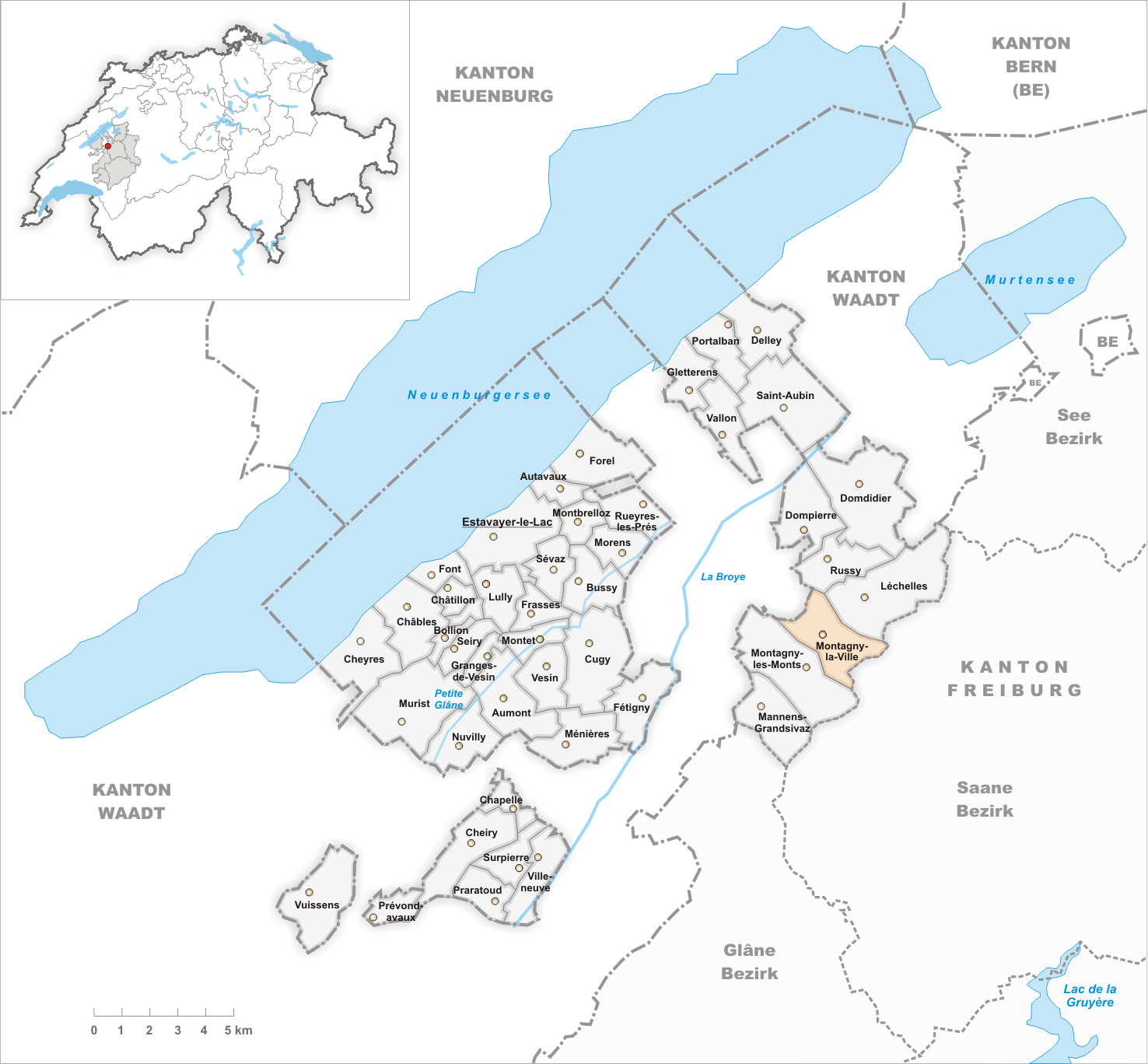
Gemeindestand vor der Fusion am 1. Januar 2000

Montagny-la-Ville ist ein Dorf und war eine Gemeinde des Bezirks Broye des Kantons Freiburg in der Schweiz. Am 1. Januar 2000 wurde die Gemeinde mit der ehemaligen Gemeinde Montagny-les-Monts zur Gemeinde Montagny fusioniert. Der Ort beherbergte früher ein katholisches Mädchenpensionat und trug den deutschen Namen Montenach-Stadt.

## Geographie
Das Dorf Montagny-la-Ville liegt am Fuss des etwa 50 m nach Norden aufsteigenden Hügels Longemalle, der eine Höhe von 611 Metern über Meer erreicht. Der Hügel und das Umland werden landwirtschaftlich intensiv genutzt. Nordöstlich schliesst sich der Bauernhof La Brameire an, dessen Gebäude und Felder teilweise bereits zum Nachbardorf Léchelles gehören. Südlich und südöstlich fällt die Landschaft leicht ab und wird von den Waldzonen En Berley und Bois de la Bandeire umgeben. Südöstlich des Waldes liegen die Nachbardörfer Noréaz und Ponthaux. Zwischen den beiden Waldzonen verläuft der Bach Riau des Chaudeires, dieser vereinigt sich beim Sägewerk Moulin des Arbognes mit dem Bach L'Arbogne, der bei der Häusergruppe Les Arbognes das Dorf von Montagny-les-Monts trennt. Derselbe Bach bildet etwas weiter westlich den Übergang zum Dorf Cousset, wo sich auch die Bahnstation der Linie Freiburg-Payerne befindet. Nordwestlich von Montagny-la-Ville ist der Bach Ruisseau du Creux die Grenze zum Kanton Waadt. Hier liegen weiter westlich die historische Kleinstadt Payerne und deren Vorortsgemeinde Corcelles-près-Payerne. Das Grundstück der Kirche Tours ist eine Exklave des Kantons Freiburg im Kanton Waadt, es liegt an der Strasse von Montagny-la-Ville nach Corcelles-près-Payerne. Die Exklave umfasst die Kirche, den ehemaligen Friedhof und ein weiteres Haus.

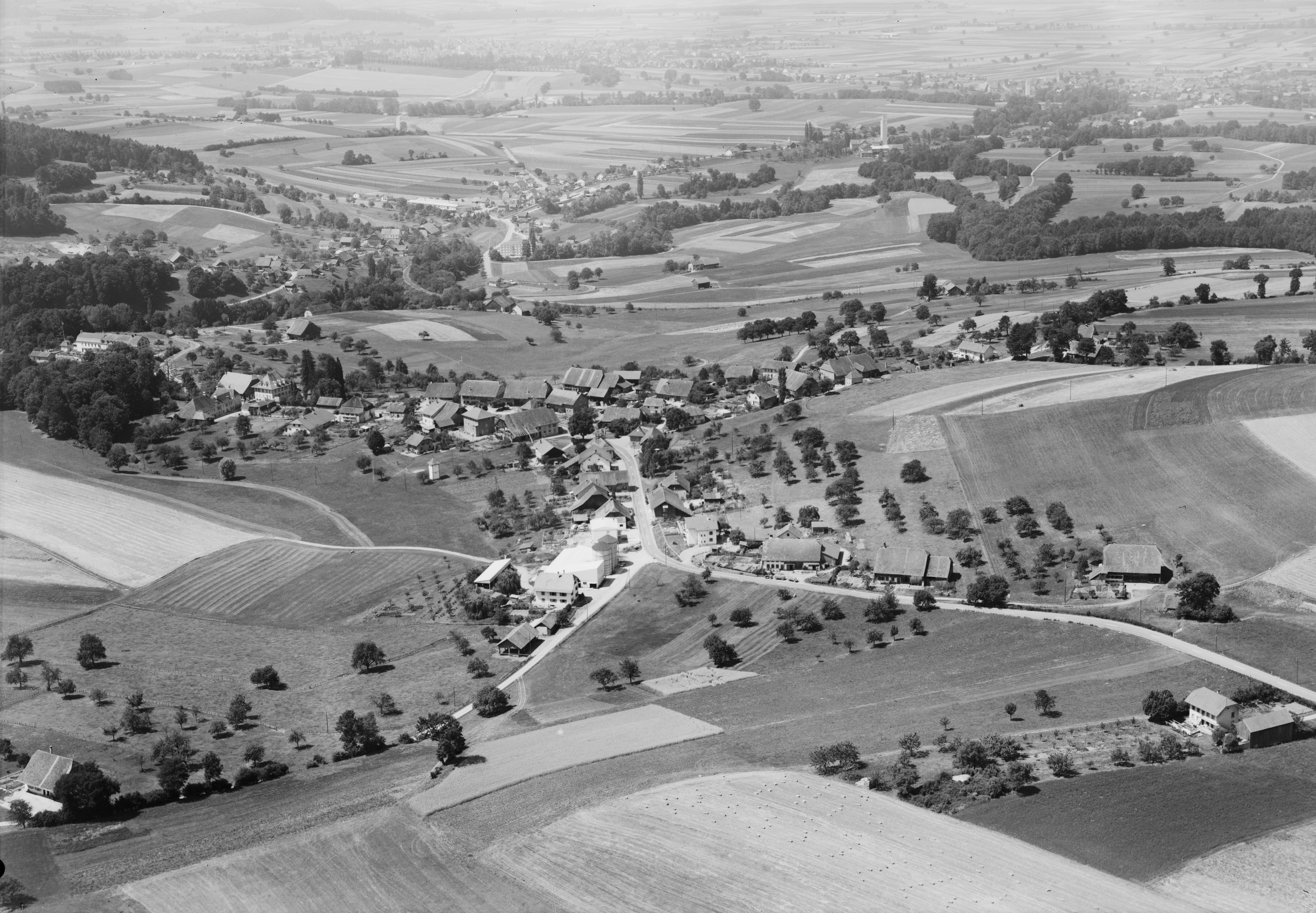
Luftbild von Montagny-la-Ville (1964)

## Bevölkerung
Einwohnerzahlen: Volkszählungsdaten

## Verkehr
Das Dorf liegt an der Hauptstrasse von Freiburg nach Payerne. Durch eine Postautolinie, die von Montag bis Freitag in den Hauptverkehrszeiten von Cousset nach Mannens verkehrt, ist Montagny-la-Ville an das Netz des öffentlichen Verkehrs angebunden.